# Sei di Torino
I Sei di Torino furono un gruppo di sei artisti formatisi a Torino, presso la scuola privata di pittura di Felice Casorati (1883-1963), e che per un breve periodo, tra il 1928 e il 1931, seguirono un percorso artistico comune. Fino al 1935 Levi, Menzio e Paulucci esposero insieme.

## I Sei di Torino
- Jessie Boswell (1881-1956)
- Gigi Chessa (1898-1935)
- Nicola Galante (1883-1969)
- Carlo Levi (1902-1975)
- Francesco Menzio (1899-1979)
- Enrico Paulucci Delle Roncole (1901-1999)

## Entouragedi casa Gualino
Il gruppo dei Sei di Torino fu stimolato dal critico d'arte Edoardo Persico (1900-1936), considerato il teorico del sodalizio, e da Lionello Venturi che spingeva al recupero dell'Impressionismo. Fu sostenuto finanziariamente dall'imprenditore e collezionista d'arte Riccardo Gualino (1879-1964).

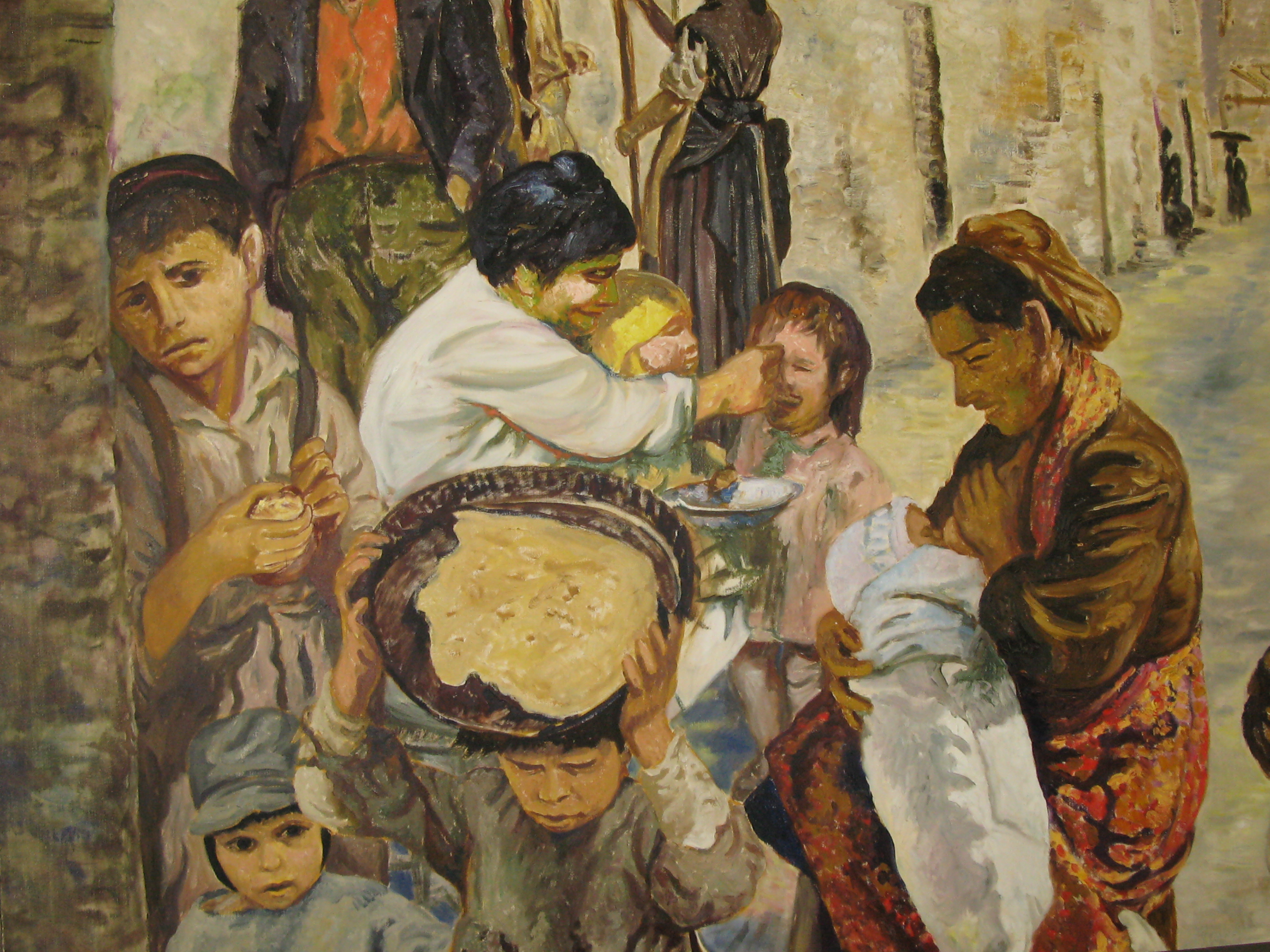
Carlo Levi
Lucania 61
Museo nazionale d'arte medievale e moderna della Basilicata

La casa di Gualino a Torino, la sua villa di Sestri Levante e il suo castello a Casale Monferrato erano luoghi d'incontro di esponenti della cultura torinese dell'epoca: il critico Lionello Venturi, il pittore Felice Casorati, con i suoi allievi pittori del gruppo dei Sei di Torino e lo scrittore e regista Mario Soldati che, da questo entourage di Gualino, trasse ispirazione per il romanzo Le due città (1964). Gualino possedeva il Teatro di Torino, lo aveva completamente rinnovato, con l'intervento di Gigi Chessa che disegnò anche scene e costumi, e vi ospitò autori come Igor' Fëdorovič Stravinskij e Alfredo Casella, i balletti russi di Serge Djagilev e il Teatro Habimah di Tel Aviv.

## Guardare all'Europa
I Sei di Torino presentavano differenze tra il loro modo di esprimersi che portava ognuno di loro ad avere la propria personalità e il proprio stile. Subivano l'influenza della grande stagione dei Macchiaioli, di Amedeo Modigliani, di Édouard Manet, del Fauvismo. Avvertivano il fascino di Paul Cézanne, di Henri Matisse, di Pierre Bonnard, di Raoul Dufy. Preferivano la pittura tonale - in aperta polemica coi novecentisti, alla retorica monumentale, alla falsa classicità di altri artisti del tempo che rifiutavano ogni influenza dell'arte straniera.
I Sei di Torino esposero insieme, a gennaio 1929 alla galleria Guglielmi di Torino, ad aprile al Circolo della stampa di Genova e a novembre alla galleria Bardi di Milano, oltre che alla prima esposizione sindacale piemontese . Nel 1931 la loro mostra alla galleria Bardi di Roma fu inaugurata in contemporanea e in polemica con la Quadriennale di Roma. Europeismo era la loro parola chiave. I Sei di Torino presero le distanze dall'arte di regime, retorica e nazionalistica; si muovevano in un'ottica anticonformista, con l'intento di riannodare i legami con l'Europa, senza imposizioni autarchiche, con un linguaggio antiaccademico, lontano dalla retorica come dalla politica, tanto che Levi, Menzio, Paolucci e Galante crearono scandalo con la loro sala alla Promotrice di Torino durante la III sindacale torinese.
Lionello Venturi, Paolucci, Chessa, Menzio e Levi, grazie al sostegno economico di Gualino, nel 1928 soggiornano a Parigi, dove scoprirono il Postimpressionismo e la pittura tonale delicata e solare, semplice nello schema compositivo, ma vivace nel ritmo, anti monumentale e antieroica, a volte intimista, aperta alla quotidianità. La scelta estetica si mescolava alla politica, all'avversità al regime.

## Galleria d'immagini

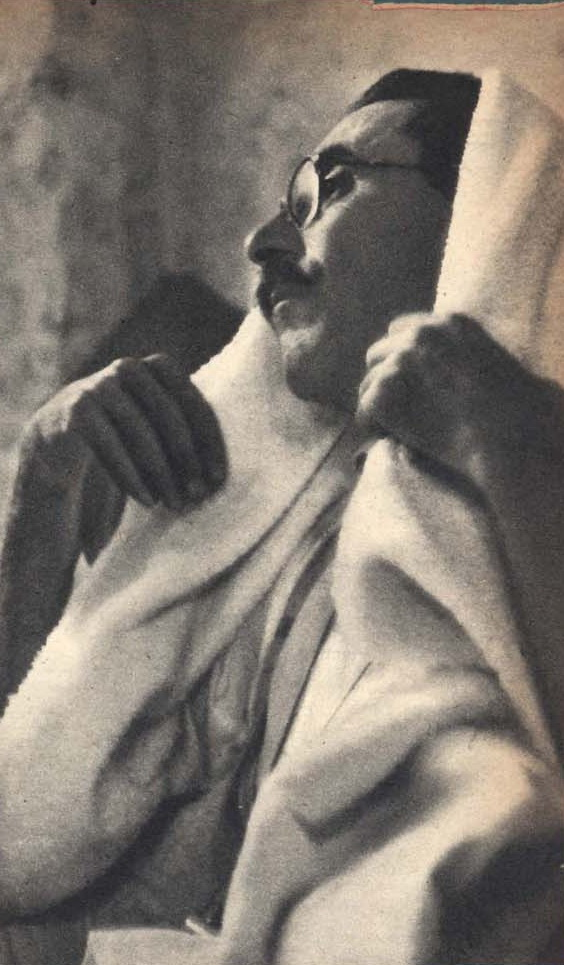
Mario Soldati
Felice Casorati, firma
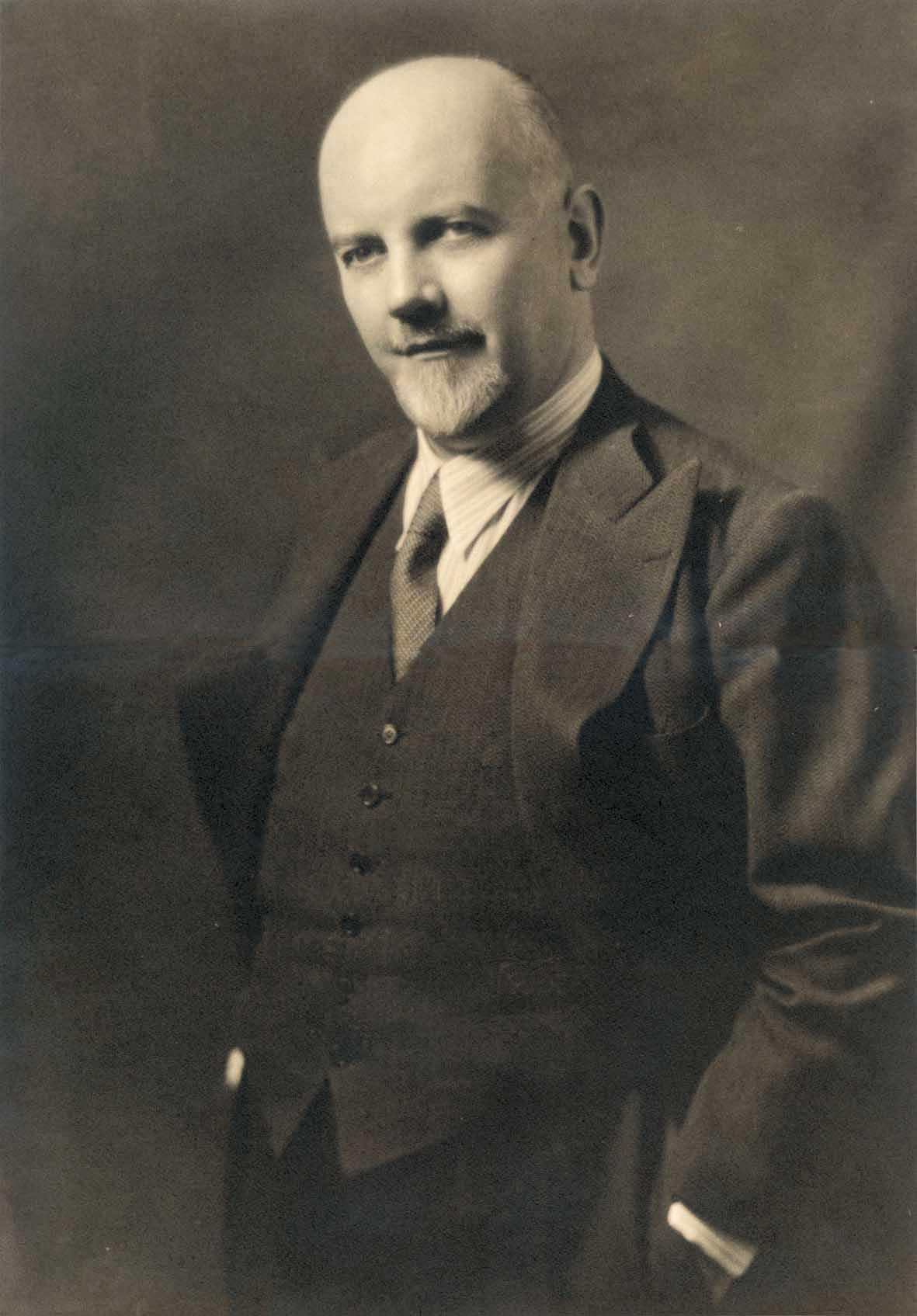
Lionello Venturi
Alfredo Casella
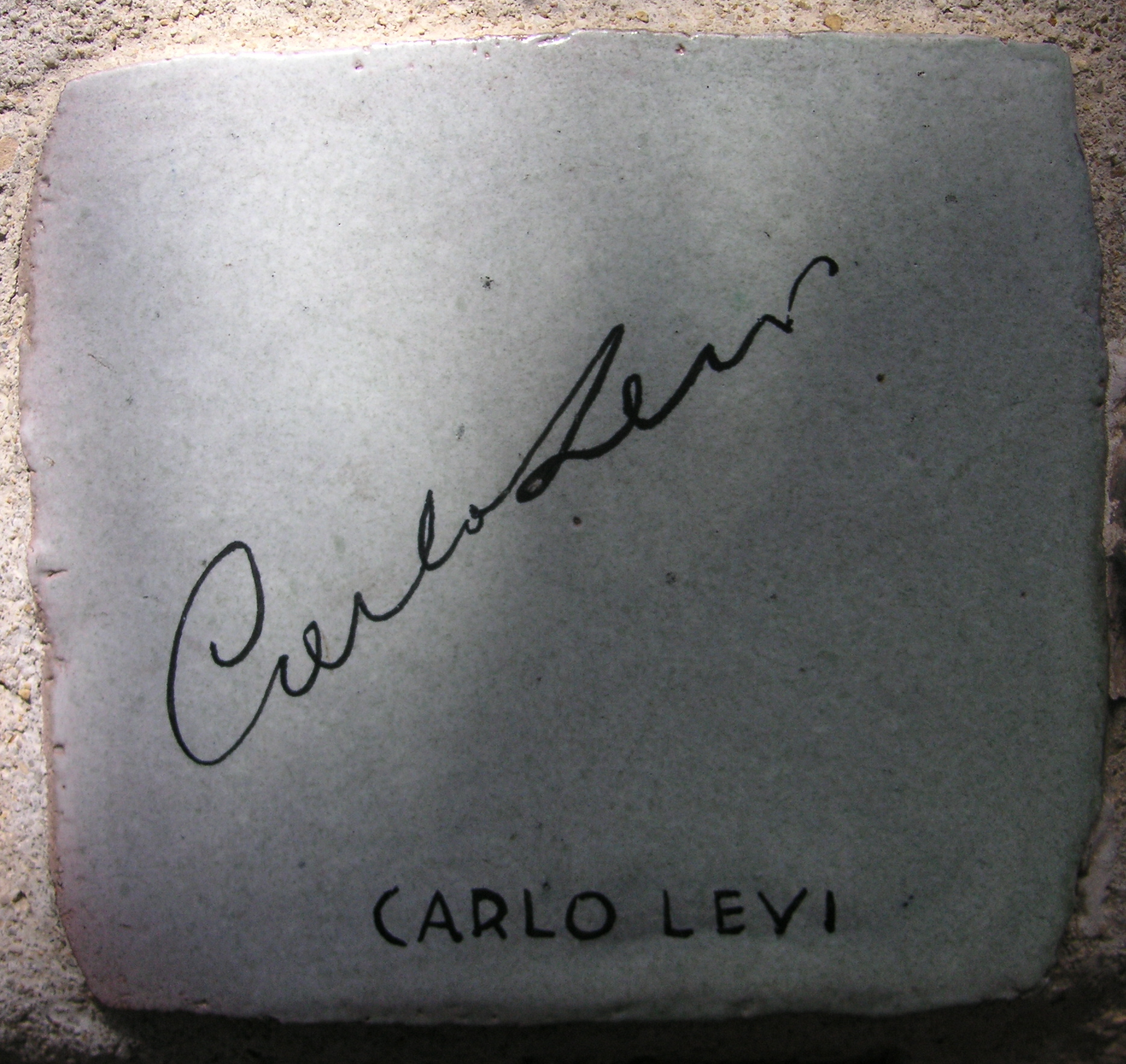
Carlo Levi, firma (Alassio)
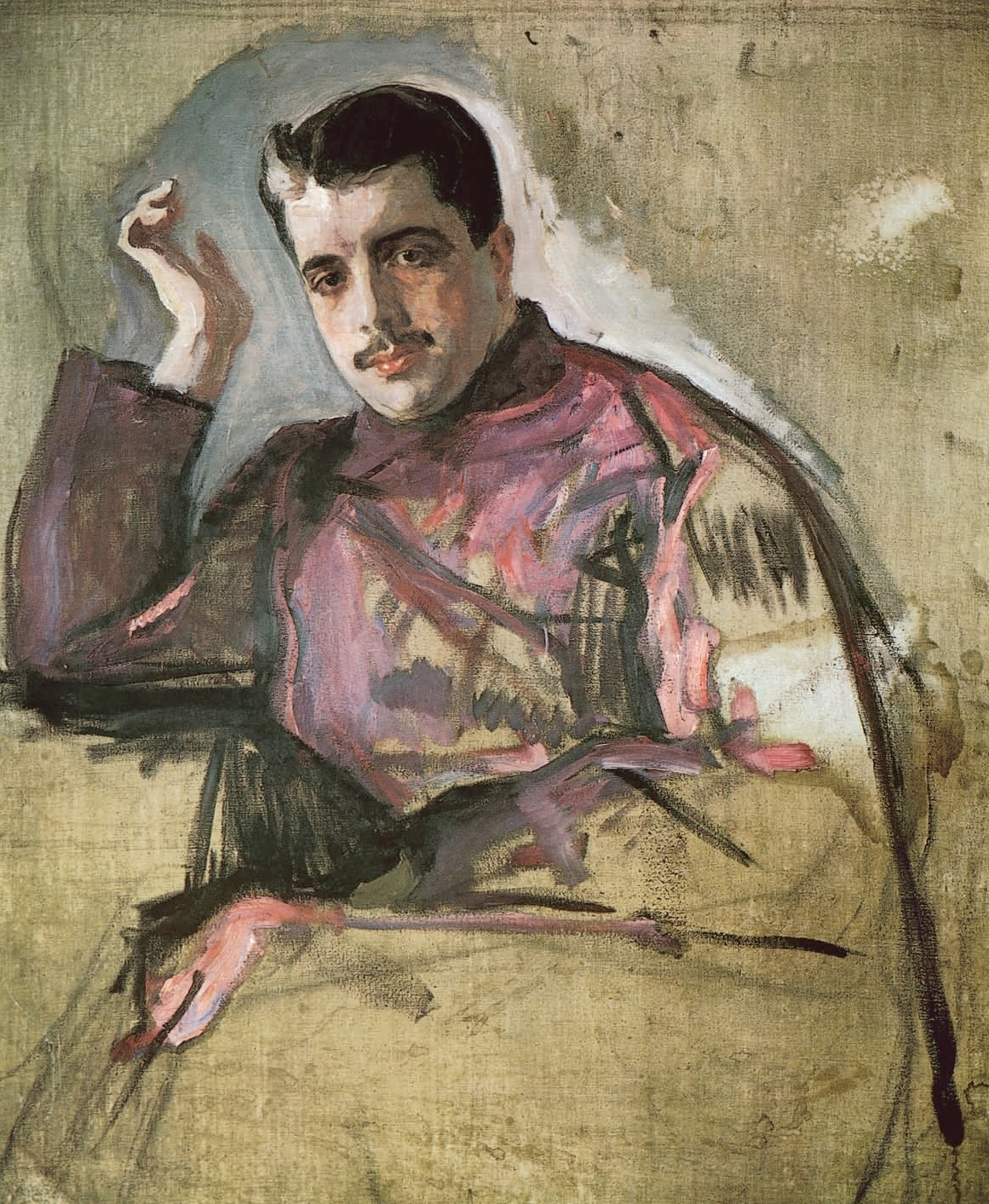
Sergej Djagilev (1872-1929) ritratto da Valentin Aleksandrovič Serov
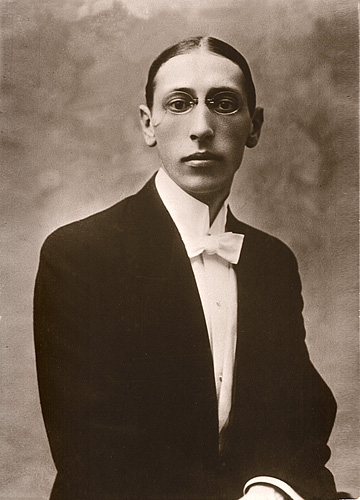
Igor' Fëdorovič Stravinskij nel 1903
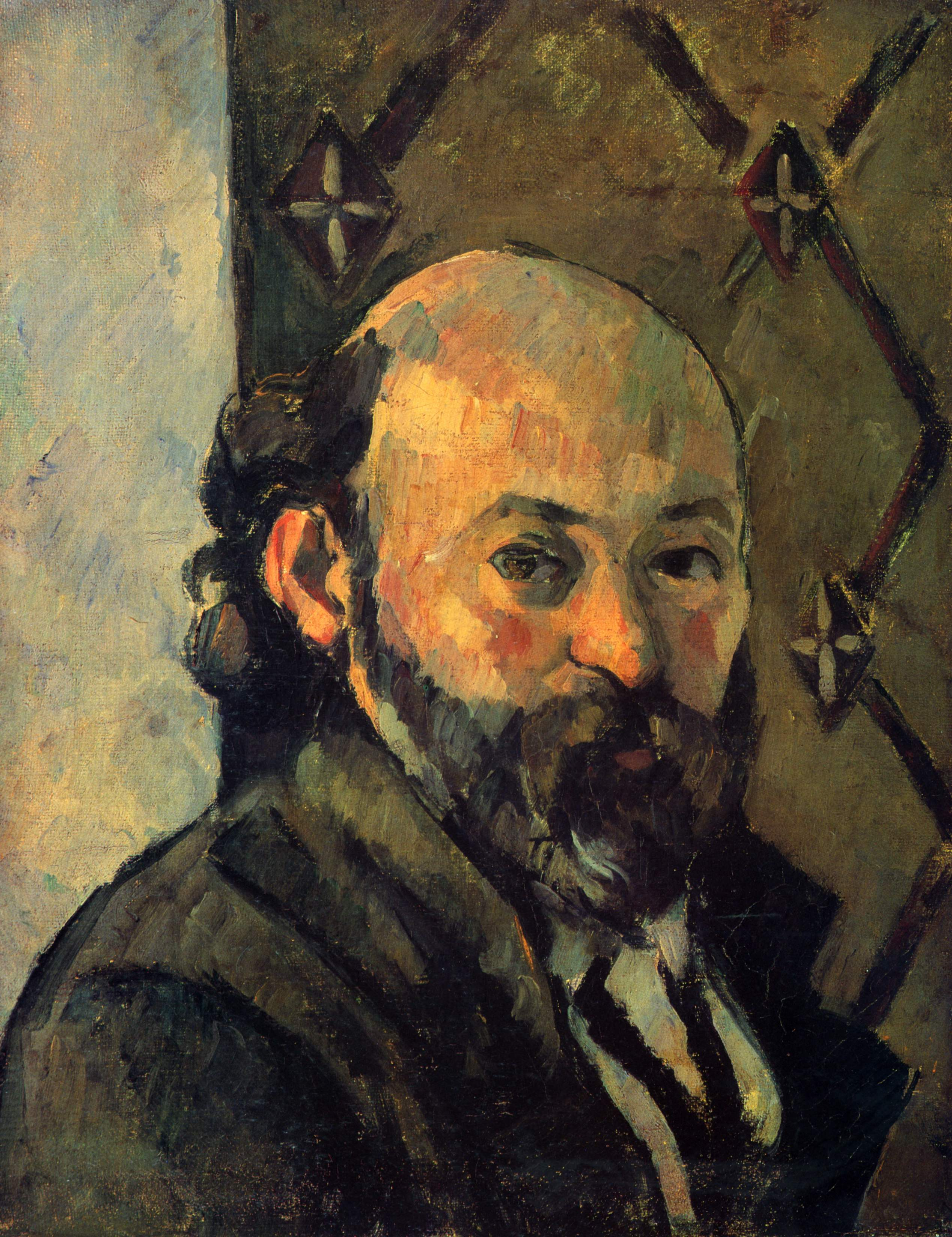
Paul Cézanne, Autoritratto, 1880-1881
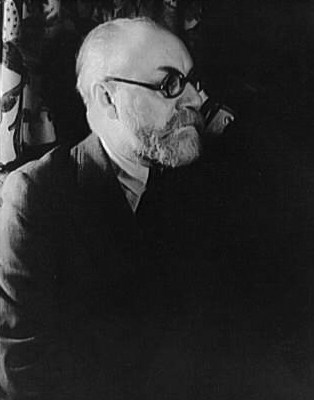
Henri Matisse, fotografato da Carl Van Vechten, 1933
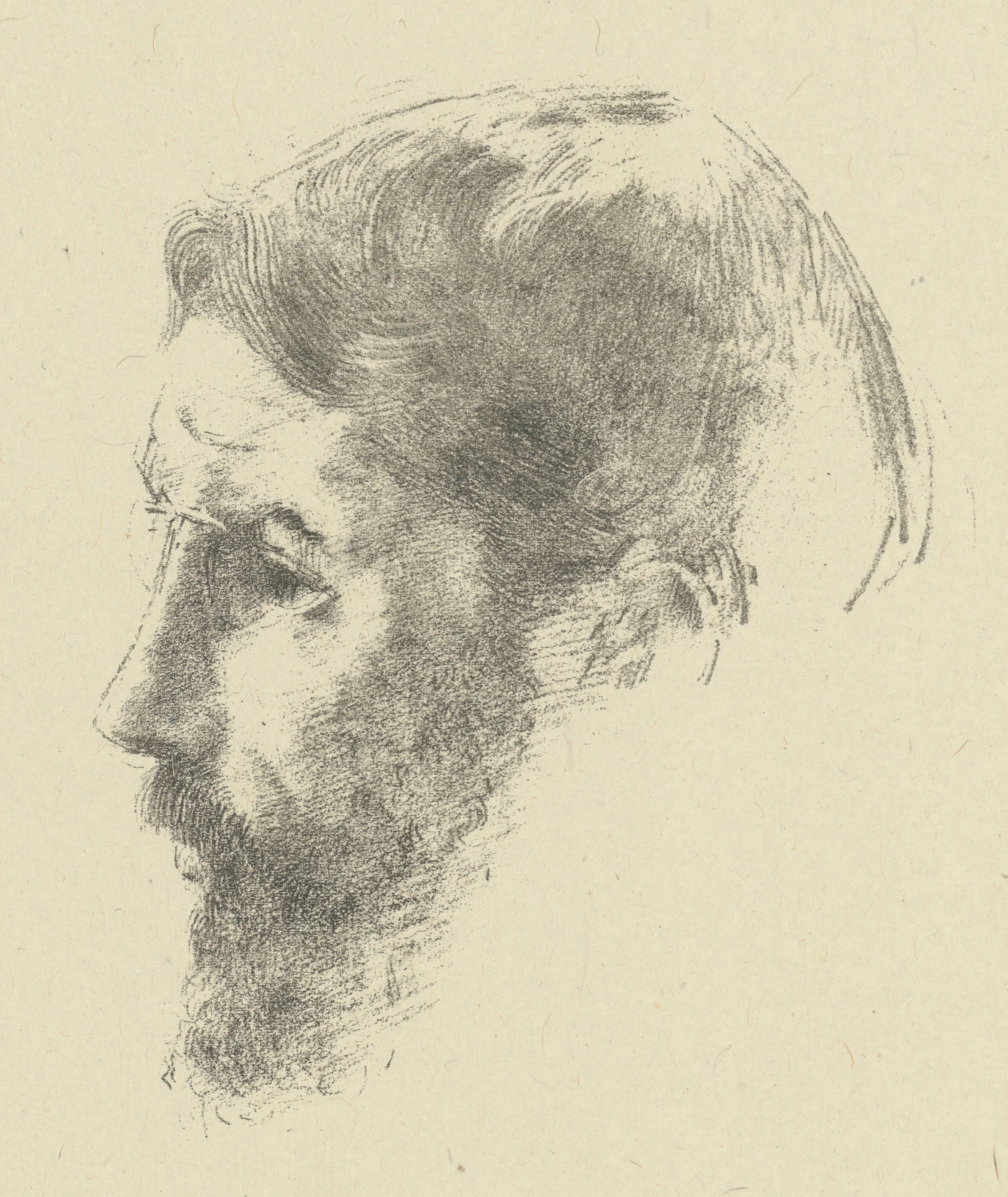
Odilon Redon, Pierre Bonnard
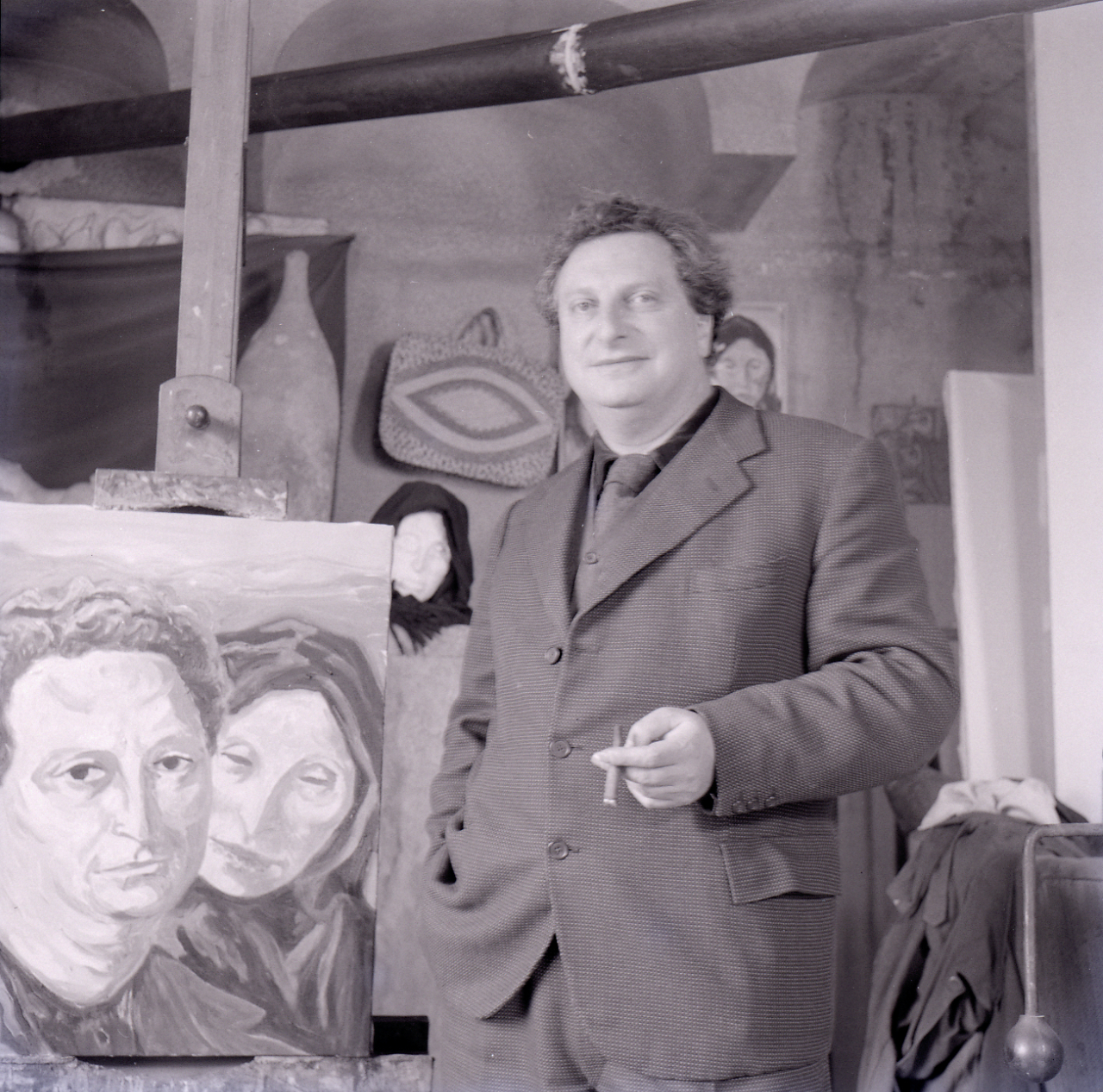
Carlo Levi
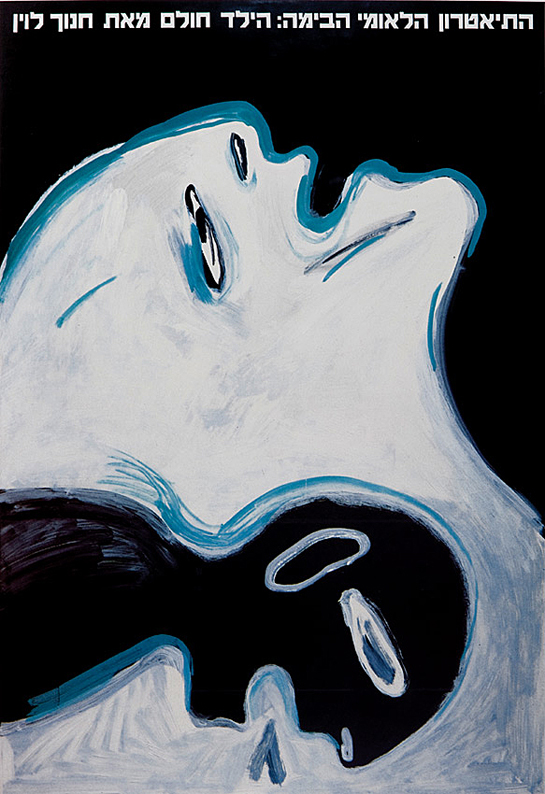
Raphie Etgar, Habima Theatre